# Namnlöstjärnarna (Lycksele socken, Lappland, 720672-164129)
Namnlöstjärnarna är en sjö i Lycksele kommun i Lappland och ingår i Umeälvens huvudavrinningsområde.